# Izzy Stradlin and the Ju Ju Hounds
Albums de Izzy Stradlin
117°
(1998)
Singles
1. "Pressure Drop"
Sortie : septembre 1992
2. "Shuffle It All"
Sortie : octobre 1992
3. "Somebody Knockin"
Sortie : février 1993

Izzy Stradlin and the Ju Ju Hounds est le premier album du guitariste Izzy Stradlin depuis son départ de Guns N'Roses. Sorti le 13 octobre 1992, il a été enregistré et mixé entre février et juillet 1992 aux États-Unis et au Danemark.

## Historique
Peu après avoir quitté Guns N'Roses, Izzy Stradlin commença a enregistrer des démos sur un 8 pistes et les présenta à son ami bassiste Jimmy Ashhurst. Celui-ci contacta Charlie Quintana, batteur de son état et le guitariste Rick Richards (ex-The Georgia Satellites) complèta le groupe.
L'enregistrement se fit en moins de six mois dans quatre différents studios, Total Acess Studios (Redondo Beach, Californie), Chicago Recording Studios, Medley Studios et Easy Sound Recording Studios (Copenhague, Danemark).
Le style musical de cet album s'éloigne radicalement de celui des Guns N'Roses et Izzy n'eut aucun mal à reconnaître l'influence qu'eurent les Rolling Stones et les bluesmen comme Willie Dixon ou Muddy Waters sur son style, Ronnie Wood et Nicky Hopkins viendront d'ailleurs donner un petit coup de main sur l'album. Deux reprises figurent sur cet album, "Pressure Drop" de Toots and the Maytals et "Take a Look at that Guy" que Ronnie Wood avait enregistré en 1974 pour son premier album solo "I've Got My Own Album to Do".
Classé à la 102e place du Billboard 200. À sa sortie l'album reçu un accueil enthousiaste de la presse et deux singles, "Shuffle It All" # 6 et "Somebody Knockin" # 13 se classeront dans le top 20 des titres les plus jouées en radio aux États-Unis.

## Liste des titres
- Tous les titres sont signés par Izzy Stradlin sauf indications.

1. Somebody Knockin' (Stradlin / Jimmy Ashhurst) - 3:27
2. Pressure Drop (Toots Hibbert) - 2:42
3. Time Gone By (Stradlin / Rick Richards) - 3:47
4. Shuffle It All (Stradlin / Ashhurst) - 6:19
5. Bucket O' Trouble - 2:10
6. Train Tracks - 4:27
7. How Will It Go - 3:51
8. Cuttin' the Rug - 5:01
9. Take a Look at the Guy (Ronnie Wood) - 4:43
10. Come on Now Inside / Morning Tea (Stradlin) - 6:57

- "Morning Tea" est un titre bonus caché, il commence au niveau des 4 minutes 28 secondes du dernier titre.
- Le pressage japonais comporte un titre supplémentaire "How Much" placé en sixième position.

## Musiciens
- Izzy Stradlin: chant, guitare, harmonica, percussions
- Jimmy Ashhurst: basse, chœurs
- Charlie Quintana: batterie, percussions
- Rick Richards: guitare, percussions

## Musiciens additionnels
- Ian McLagan: Orgue Hammond B-3 sur les titres 1, 4, 5, 7, 8 et 9, piano sur "Take a Look at the Guy"
- Ronnie Wood: guitare et chant sur "Take a look at The Guy"
- Graig Ross: guitare sur les titres 1 et 5
- Eddie Ashworth: mandoline sur les titres 3, 8 et 10
- Maxine et Julia Waters et Terri Wood: chœurs sur "Come on Now Inside"
- Doni Gray: batterie et chœurs sur "Come on Now Inside"
- Mikey Dread: chœurs sur "Pressure Drop"
- Jah-T: guitare et claviers sur "Pressure Drop"
- Agarfa Amartey: percussions sur "Morning Tea"
- Stefon Taylor: chœurs sur "Shuffle It All"

## Charts

### Album
| Pays                          | Durée du classement | Meilleur classement | Date             |
| ----------------------------- | ------------------- | ------------------- | ---------------- |
| Allemagne (GfK Entertainment) | 7 semaines          | 78e                 | 14 décembre 1992 |
| Australie (ARIA Charts)       | 2 semaines          | 42e                 | 8 novembre 1992  |
| États-Unis (Billboard 200)    | 8 semaines          | 102e                | 31 octobre 1992  |
| Royaume-Uni (UK Albums Chart) | 1 semaine           | 52e                 | 24 octobre 1992  |
| Suède (Sverigetopplistan)     | 1 semaine           | 32e                 | 28 octobre 1992  |

### Singles
| Single            | Chart                    | Position | Date              |
| ----------------- | ------------------------ | -------- | ----------------- |
| Pressure Drop     | (ARIA Charts)            | 47e      | 18 octobre 1992   |
| Pressure Drop     | (UK Singles Chart)       | 45e      | 20 septembre 1992 |
| Pressure Drop     | (Sverigetopplistan)      | 40e      | 14 octobre 1992   |
| Shuffle It All    | (Mainstream Rock Tracks) | 6e       | 24 octobre 1992   |
| Shuffle It All    | (RPM Top Singles)        | 54e      | 19 décembre 1992  |
| Somebody Knockin' | (Mainstream Rock Tracks) | 13e      | 6 février 1993    |